# Salterio di Egberto

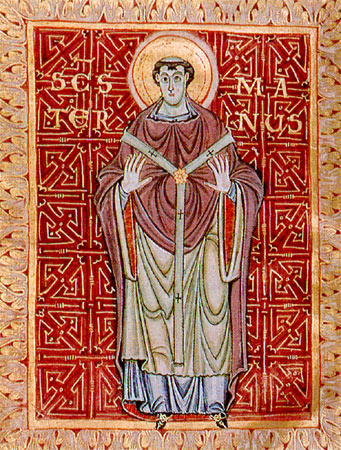
Salterio di Egberto: Santo

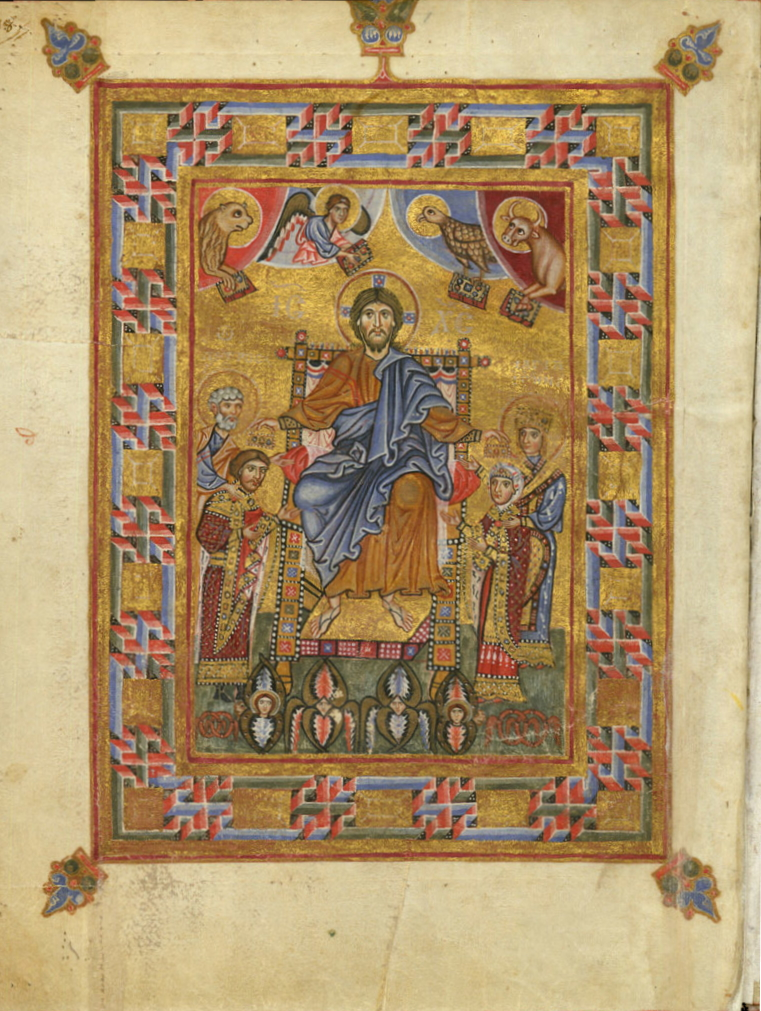
Salterio di Egberto: Cristo in trono

Il Salterio di Egberto, venne commissionato da Egberto, arcivescovo di Treviri, intorno al 980 al monaco Ruodprecht, dell'Abbazia di Reichenau, e ora è conservato a Cividale del Friuli nel Museo Archeologico Nazionale. Si tratta di uno dei capolavori di miniatura del periodo ottoniano. Il libro contiene i salmi per le ore canoniche.
All'inizio del volume è l'immagine dedicatoria di Egberto che consegna a san Pietro il Salterio, questa inserita in una cornice dorata e decorata con elementi vegetali, presenta in una pagina Egberto, vestito con la veste liturgica, che tiene con entrambe le mani il codice rilegato in oro e ha un'aureola rettangolare, che lo individua come personaggio santo ma ancora vivente; nell'altra san Pietro in trono.
All'interno, all'inizio di ogni decimo salmo, si ha prima la figura di David e poi una serie di quattordici arcivescovi di Treviri. A queste figure segue sempre una pagina con l'iniziale decorata. Insieme ad altre opere dello scriptorium dell'Abbazia di Reichenau il manoscritto venne incluso nel 2003 nel Registro della Memoria del mondo da parte dell'UNESCO, con attribuzione alla Germania.